# Shallum Pires
Shallum Pires (sinh ngày 24 tháng 8 năm 1992) là một cầu thủ bóng đá người Ấn Độ hiện tại thi đấu cho Dempo ở I-League.

## Sự nghiệp

### Dempo
Pires có màn ra mắt cho Dempo ở I-League ngày 16 tháng 4 năm 2011 trước Pailan Arrows trên Sân vận động Fatorda và ghi bàn thắng đầu tiên ở phút thứ 5 giúp Dempo dẫn trước trong trận đấu mà họ giành chiến thắng 5–2. Sau đó anh không có trận thứ hai cho câu lạc bộ trong hơn 1 năm đến ngày 15 tháng 12 năm 2012 trước Pune F.C. mà Dempo thua 5–1 và Pires vào sân từ ghế dự bị.

## Thống kê sự nghiệp

### Câu lạc bộ
Tính đến 27 tháng 4 năm 2014
| Câu lạc bộ          | Mùa giải            | Giải vô địch | Giải vô địch | Cúp Liên đoàn | Cúp Liên đoàn | Cúp Durand | Cúp Durand | AFC     | AFC       | Tổng    | Tổng      |
| Câu lạc bộ          | Mùa giải            | Số trận      | Bàn thắng    | Số trận       | Bàn thắng     | Số trận    | Bàn thắng  | Số trận | Bàn thắng | Số trận | Bàn thắng |
| ------------------- | ------------------- | ------------ | ------------ | ------------- | ------------- | ---------- | ---------- | ------- | --------- | ------- | --------- |
| Dempo               | 2010–11             | 1            | 1            | 0             | 0             | 0          | 0          | —       | —         | 1       | 1         |
| Dempo               | 2011–12             | 0            | 0            | 0             | 0             | 0          | 0          | —       | —         | 0       | 0         |
| Dempo               | 2012–13             | 1            | 0            | 0             | 0             | 0          | 0          | 0       | 0         | 1       | 0         |
| Dempo               | 2013-14             | 1            | 0            | 0             | 0             | 0          | 0          | 0       | 0         | 1       | 0         |
| Dempo               | 2014-15             | 0            | 0            | 1             | 0             | 0          | 0          | 0       | 0         | 0       |           |
| Tổng cộng sự nghiệp | Tổng cộng sự nghiệp | 3            | 1            | 0             | 0             | 0          | 0          | 0       | 0         | 3       | 1         |